# Свир (језеро)
Свир (блр. Свір; рус. Свирь) језеро је у северозападном делу Белорусије, смештено у басену реке Страче (притоке Вилије). Највеће је језеро у истоименој језерској групи. Налази се на територији Мјадзељског рејона Минске области, на око 27 км југозападно од града Мјадзела, на самој граници Смаргоњског и Астравечког рејона Гродњенске области.
На северној обали језера сместила се варошица Свир. Језеро је део Нарачанског националног парка.

## Физичке карактеристике
Језеро лежи на надморској висини од приближно 150 метара. Акваторија захвата површину од 22,28 км², односно басен површине 364 км². Максимална дужина језера је до 14,1 км, ширина до 2,3 км, док је дужина обалске линије максимално 31,2 км. Просечна дубина језера је 3,9 метара (максимална до 8,7 м). Језеро је испуњено са 104,3 млн м³ воде.
У језеро се улива неколико мањих река, а истиче само једна—Свирица. Воду добија углавном путем падавина и преко подземних извора.
Минерализација воде је до 260 мг/л, прозрачност до 1 метра. Под ледом је од почетка децембра до средине априла, а највећа дебљина леда је до 1 метра.
Интензивна пољопривреда у приобалном подручју доводи до повећања загађености језерских вода и до појаве процеса еутрофикације (или „цветања воде“) услед пренамножености водених биљака (првенствено разних врста алги).